# Seguapallene aculeata
Seguapallene aculeata là một loài nhện biển trong họ Callipallenidae. Loài này thuộc chi Seguapallene. Seguapallene aculeata được miêu tả khoa học năm 1954 bởi Stock.